# Trey (Vaud)
Pour les articles homonymes, voir Trey (homonymie).
Trey est une commune suisse du canton de Vaud, située dans le district de la Broye-Vully. Citée dès le XIIe siècle, elle fait partie du district de Payerne entre 1798 et 2007. La commune est peuplée de 314 habitants en 2023. Son territoire, d'une surface de 379 hectares, se situe dans la région de la Broye.

## Histoire
Le territoire de la commune est habité dès la préhistoire. On y a trouvé des tombes de l'âge du bronze et de La Tène et des habitations de l'époque romaine. Le village est cité pour la première fois en 1138 sous le nom de Treis avant de prendre les noms successifs de Trais (en 1142), Trees (1213), Treys (1254) et Treyz (1311).
Derrière le village, se dresse une colline boisée qui sépare les villages de Trey et de Granges-sous-Trey. Devant celle-ci se dresse un monticule où un château est construit au Moyen Âge et incendié en 1410 par les Lausannois. Séparée du canton de Berne en 1536 pour rejoindre celui de Vaud, la commune fait partie, pendant la période de la République helvétique entre 1798 et 1803 du canton du Léman avant de retrouver le canton de Vaud à la mise en application de l'acte de médiation. L'église du village est construite en 1796 grâce à une donation d'un habitant et deux ans plus tard, la commune est rattachée au district de Payerne.
Le 7 septembre 1837, plusieurs maisons du village sont détruites dans un incendie. Ce qui n'empêche pas le village de se développer dans les années suivantes. L'ancien collège est construit en 1845, puis la gare est inaugurée en 1876 (construite, selon la légende, grâce à l'appui de Charles Estoppey, enfant du lieu élu au Conseil national, puis au conseil fédéral mais qui a refusé cette dernière élection). En 1886, Fritz Cornamusaz, instituteur au village, créé au village un pensionnat qui porta son nom et qui existe jusqu'à l'été 2001.
Vers la fin du XIXe siècle, d'importants travaux ont été entrepris pour canaliser le lit de la Broye, à l'origine de plusieurs inondations. Les digues réalisées à cette époque n'ont cédé qu'une seule fois, lors des crues de décembre 1944. Une passerelle, construite en 1903 et rénovée en 1993, relie le village au hameau de Brit sur la commune de Valbroye.

### Héraldique
| Armes de Trey | Les armes de la commune de Trey se blasonnent ainsi : Parti d'argent et de gueules au chevron accompagné de trois coquilles, le tout de l'un à l'autre. |

## Géographie
Jusqu'à sa dissolution, la commune faisait partie du district de Payerne. Depuis le 1er janvier 2008, elle fait partie du nouveau district de la Broye-Vully. Elle a des frontières communes avec Payerne et Valbroye dans le canton de Vaud, ainsi qu'avec Fétigny, Torny et Châtonnaye dans le canton de Fribourg.
La commune se trouve dans la Broye, dans la région montagneuse qui sépare la vallée de la Broye de celle de la Glâne. Elle part de la Broye à l'est pour monter en direction de l'ouest vers les contreforts du canton de Fribourg. La pente est divisée en deux parties par le passage du ruisseau de Trey qui a creusé une vallée dans la molasse. Au sud de la commune se trouve le plateau des Corvets à 609 mètres d'altitude alors que le point culminant de la commune se trouve, avec 628 mètres, au-dessus du village de Trey.
En plus du village de Trey, la commune compte également le hameau de Malafin qui se trouve sur le versant sud du Trey ainsi que celui de Granges-sous-Trey sur la pente orientale de la vallée ; sur le plateau se trouvent enfin plusieurs exploitations agricoles isolées.

## Population

### Surnom
Les habitants de la commune sont surnommés les Betatzards ou Betatsare (ceux qui portent une besace en patois vaudois).

### Démographie
Trey compte 314 habitants en 2023. Sa densité de population atteint 82 hab./km2.
En 2000, la population de Trey est composée de 104 hommes (46,4 %) et 120 femmes (53,6 %). La langue la plus parlée est le français, avec 206 personnes (92 %). La deuxième langue est l'allemand (14 ou 6,3 %). Il y a 208 Suisses (92,9 %) et 16 personnes étrangères (7,1 %). Sur le plan religieux, la communauté protestante est la plus importante avec 169 personnes (75,4 %), suivie des catholiques (28 ou 12,5 %). 20 personnes (8.9 %) n'ont aucune appartenance religieuse.
La population de Trey est de 460 habitants en 1850 et reste relativement stable jusqu'en 1910. Elle baisse ensuite régulièrement jusqu'à une stabilisation à environ 250 habitants dans les années 1970. Le graphique suivant résume l'évolution de la population de Trey entre 1850 et 2010 :

## Politique
Lors des élections fédérales suisses de 2011, la commune a voté à 48,07 % pour l'Union démocratique du centre. Les deux partis suivants furent le Parti libéral-radical avec 24,68 % des suffrages et le Parti socialiste suisse avec 7,46 %.
Lors des élections cantonales au Grand Conseil de mars 2011, les habitants de la commune ont voté pour le Parti libéral-radical à 55,48 %, le Parti socialiste à 18,78 %, les Verts à 11,24 %, l'Union démocratique du centre à 8,25 %, le Parti bourgeois démocratique et les Vert'libéraux à 5,69 % et Vaud Libre à 0,57 %.
Sur le plan communal, Trey est dirigé par une municipalité formée de 5 membres et dirigée par un syndic pour l'exécutif et un Conseil général dirigé par un président et secondé par un secrétaire pour le législatif.

## Sociétés locales
La commune possède plusieurs sociétés locales dont la société de jeunesse, née au début des années 1920 qui possède une bannière de 1923.
Le 20 avril 1958 est organisé à Trey par le moto-club de Payerne un motocross international. Jusqu'en 1966, huit éditions seront mises sure pied dont deux manches de championnat suisse en 1958 et 1959, une manche de championnat d'Europe en 1960 (250 cm3), quatre manches de championnat du Monde, en 1961 (500 cm3), 1963 (250 cm2), 1964 (500 cm3) et 1966 (500 cm3), ainsi qu'un trophée des nations (250 cm3) en 1965.
Enfin, la commune organise chaque année depuis 1993 les Aérolfiades de Trey, une exhibition de montgolfières.

## Monuments
Le village de Trey est inscrit comme site ISOS.

## Économie
Jusque dans la seconde moitié du XXe siècle, l'économie communale était principalement centrée sur l'agriculture et l'élevage qui representent encore de nos jours une part importante de l'activité. Depuis, plusieurs entreprises locales de service se sont créées, principalement dans le village de Trey qui est devenu un lieu de résidence pour des personnes, principalement travaillant à Payerne.
Jusqu'à sa fermeture en 2009, la commune a accueilli sur son sol l'Institut de jeunes gens Cornamusaz, renommé Institut de Trey en 2001.

## Transports
La gare qui se situe sur la ligne des Chemins de fer fédéraux qui relie Lausanne à Payerne n’est plus desservie depuis fin 2017. Mais Le village est desservi par la ligne de bus CarPostal reliant Romont à Payerne.
Le village est aussi desservi par les bus sur appel Publicar, qui sont un service de CarPostal.